# Помни имя своё
«По́мни и́мя своё» (пол. Zapamiętaj imię swoje) — советско-польский полнометражный военно-драматический художественный фильм в постановке Сергея Колосова, снятый в 1974 году совместно киностудиями «Мосфильм» (СССР) и «Иллюзион» (ПНР). В польском прокате фильм шёл с субтитрами, речь польских актёров голосом переводчика заглушена не была.
Роль главной героини в фильме исполнила народная артистка РСФСР Людмила Касаткина, жена режиссёра Сергея Колосова.
События в фильме разворачиваются во время Великой Отечественной войны и после её окончания. В основу кинокартины положена реальная драматическая история советской узницы концентрационного лагеря нацистской Германии Освенцим, которая там была разлучена со своим сыном и разыскала его лишь спустя двадцать лет.

## Сюжет
22 июня 1941 года, в день нападения нацистской Германии на СССР, у жительницы Белоруссии Зины Воробьёвой рождается сын Гена. В 1944 году мать и сын попадают в немецкий концентрационный лагерь Освенцим на оккупированной территории Польши, где их после карантина расселяют по разным баракам, но Зина по возможности постоянно наведывается к Гене и подкармливает его. Ближе к концу Великой Отечественной войны, во время наступления Красной Армии в ходе Белорусской наступательной операции «Багратион», Зина попадает в «Марш смерти», и, покидая лагерь, с ужасом видит, что барак, в котором находится её сын, заколочен — гитлеровцы явно собираются умертвить детей.
Затем, уже будучи в поезде с другими репатриантами, Зина узнаёт от случайно встреченного бывшего сослуживца мужа, что он погиб в первый же день войны, и от шока теряет зрение. Она с трудом восстанавливается, оседает в Ленинграде, где затем начинает работать в лаборатории качества на заводе по производству телевизоров, но не оставляет попыток разыскать сына Гену, потому что уверена, что тот жив — ещё будучи в больнице, она встретила медсестру Надежду из барака, в котором находился Гена, и узнала от неё, что дети-узники, скорее всего, были просто брошены персоналом концлагеря при отступлении. Услышав о том, что после войны музей Освенцима в Польше активно помогает в поисках пропавших детей бывших узников лагеря, она постоянно посылает туда свои запросы. Однажды она видит по телевизору кинохронику про Освенцим, снятую советскими солдатами после его освобождения, и узнаёт в толпе освобождённых детей Гену.
Параллельно показано, что Гена действительно жив. После войны он и другие невостребованные дети оказываются в импровизированном приюте, где к нему проявляет интерес бывшая узница Освенцима, полька Галина Трущинская. Гена к тому моменту уже не говорит по-русски, а только по-польски и по-немецки, и думает, что он француз (своё имя Гена он переделывает на польское Генек). Через какое-то время Галина усыновляет Гену, и теперь его зовут Эугениуш Трущинский. Проходят годы, и выросший Эугениуш становится морским капитаном. Однажды он со своей девушкой приезжает в музей Освенцима на экскурсию и испытывает шок, когда во время просмотра той же самой кинохроники, которую видела Зина, видит в кадре себя. Директор музея приглашает его к себе и, узнав его лагерный номер, сообщает ему про запрос Зинаиды. Несмотря на внутренние противоречия, Эугениуш приезжает в Ленинград и воссоединяется с родной матерью, но через какое-то время уезжает, так как в Польше у него теперь своя жизнь.

## В ролях
- Людмила Касаткина — Зинаида Григорьевна Воробьёва
- Людмила Иванова — Надежда
- Тадеуш Боровский — Эугениуш Трущинский (Геннадий Павлович Воробьёв)
  - Слава Астахов — Гена Воробьёв в детстве
- Рышарда Ханин — Галина Трущинская
- Лилия Давидович — Мария Губаревич
- Владимир Ивашов — майор
- Леон Немчик — Пётровский, капитан корабля
- Павел Винник — советский часовой
- Елена Вольская — нянечка
- Гелена Ивлиева — Нина Петрухина
- Данута Столярская — Наталья
- Любовь Соколова — почтальон
- Валентина Телегина — няня в роддоме
- Вера Титова — сослуживица Зинаиды
- Виктор Шульгин — Пётр Фёдорович
- Елена Чухрай — Оксана
- Станислав Яськевич — Тадеуш Шиманьский, директор музея в Освенциме
- Борис Кордунов — доктор-офтальмолог
- Алексей Кожевников — эпизод (нет в титрах)
- Яна Поплавская — эпизод вырезан
- Дитер Кнуст — Йозеф Менгеле
- Анджей Красицкий — эсэсовец в сцене изъятия детей-1
- Сильвестер Пшедвоевский — эсэсовец в сцене изъятия детей-2
- Анна Ярачувна — узница, облизывающая тарелку
- Ядвига Борыта — узница, которая показывает Зинаиде труп на ограде
- Анна Весоловская — надзирательница в Освенциме
- Констанция Тулевич — староста в женском бараке
- Алексей Колосов — немецкий солдат в шерстяном шлеме (нет в титрах)

## Съёмочная группа
- Постановка: Сергей Колосов
- Авторы сценария: Эрнест Брылль, Сергей Колосов, Януш Красиньский
- Главный оператор: Богуслав Лямбах
- Главный художник: Михаил Карташов
- Композитор: Анджей Кожиньский
- Звукооператор: Владимир Крачковский
- Костюмы: Эдит Приеде, Изабелла Конажевска
- Монтаж: Галина Спирина

## Производство
Для исполнения главной роли в фильме актриса Людмила Касаткина для правдоподобности тайком от мужа, режиссёра Сергея Колосова, села на жесточайшую диету в виде одного чая с лимоном и мёдом. В итоге она сбросила двенадцать килограммов и несколько раз на съёмках теряла сознание от истощения.

## Реальная история
Фильм основан на биографии заключённого Освенцима Геннадия Муравьёва, но с сильными расхождениями. Геннадий родился за пять месяцев до нападения Германии на СССР в семье Зинаиды и Павла Муравьёвых в деревне Новка под Витебском. Его отец был мобилизован, ушёл на фронт и 9 апреля 1945 года погиб в бою под Кёнигсбергом. Геннадий с Зинаидой первое время прятались в лесу, но в 1943 году были схвачены немцами и полгода провели в витебской тюрьме, поскольку жителей их деревни обвинили в помощи партизанам.
19 сентября 1943 года оба были прибыли в Освенцим, где через месяц после карантина их расселили по разным баракам. Номер Зинаиды был 62105, номер Геннадия 149850. Зинаида, предчувствуя, что их разлучат, постоянно твердила Геннадию его полное имя в надежде, что он его запомнит, но, понимая, что этого может и не случиться, заодно заучивала его лагерный номер — 149850. Несмотря на её усилия, Геннадий запомнил только имя. В январе 1945 года Зинаида попала в «Марш смерти» и была депортирована в Берген-Бельзен, где продержалась до освобождения в апреле 1945 года.
Геннадий после освобождения в числе других выживших детей попал в профилакторий в Харбуртовице, а затем — в детский дом в Буче, где к нему проявила интерес воспитательница Елена Грущинская, которая попыталась его усыновить, но ей не удалось это сделать по ряду причин, однако они продолжали поддерживать связь. Когда он начал учиться в техникуме, то сделал себе метрику — фамилию взял Грущинский, а имя поменял на Эугениуш (он не запомнил своё полное имя Геннадий и имя Эугениуш выбрал потому, что его уменьшительная форма Генька была похоже на его Гена).
Попыток разыскать своих родителей Эугениуш не делал. Зинаида тоже считала сына погибшим (она вышла замуж за мужа её умершей сестры) и активно начала его искать только тогда, когда случайно увидела сына в кадре кинохроники, снятой в день освобождения. Затем, будучи студентом Щецинского политеха, Эугениуш съездил на экскурсию в Освенцим, где случайно заметил себя в той самой кинохронике. После этого куратор музея Тадеуш Шиманский сообщил ему, что он давно ищет этого ребёнка, и попросил сообщить его лагерный номер. В 1965 году, когда Эугениуш уже работал ассистентом в политехе, он и Зинаида воссоединились на вокзале в Минске при большом собрании прессы. На какой-то момент Эугениуш стал известной фигурой, и в 1969 году в Польше про него сняли получасовой телефильм «Numer 149850».
В дальнейшем Зинаида и Эугениуш виделись ещё несколько раз, но попыток переехать в СССР Эугениуш не делал. Он окончательно осел в Щецине, женился, и у него родились две дочери. Зинаида умерла в 1993 году. Сегодня Эугениуш является вице-президентом Западно-Поморского совета Союза ветеранов Польши и бывших политзаключённых, в котором он активно участвует в социальной, медицинской и юридической помощи его членам. Эугениуш был в составе двенадцати бывших заключённых, которые приветствовали Папу Римского Франциска во время его визита в Освенцим в июле 2016 года. Именно Эугениуш подал Франциску свечу, которую тот затем поставил перед стеной казни возле 11-го барака.

## Награды
- 1975 — главный приз VIII Всесоюзного кинофестиваля в Кишинёве[4].

## Комментарии
1. ↑  На это указывает как возраст Гены, так и присутствие Йозефа Менгеле в карантинном бараке — Менгеле занял пост главного врача Освенцима в августе 1944 года.